# Lepthyphantes louettei
Lepthyphantes louettei là một loài nhện trong họ Linyphiidae.
Loài này thuộc chi Lepthyphantes. Lepthyphantes louettei được Rudy Jocqué miêu tả năm 1985.